# Veränderlicher Pflanzenkäfer
Der Veränderliche- oder auch Langhörnige Pflanzenkäfer (Gonodera luperus) ist ein Käfer aus der Familie der Schwarzkäfer (Tenebrionidae) innerhalb der Unterfamilie der Pflanzenkäfer (Alleculinae). Er ist die einzige Art der Gattung Gonodera in Mitteleuropa.

## Merkmale
Die Käfer werden 6,5 bis 9 Millimeter lang. Ihr Körper ist variabel gefärbt. Meistens sind die Tiere schwarz, die Deckflügel (Elytren) sind rotbraun, die Beine und Teile der Fühler sind braun. Es gibt auch Exemplare, deren Oberseite vollständig gelbbraun ist, wobei wiederum der Halsschild auch dunkler gefärbt sein kann. Der Kopf ist fein punktförmig strukturiert. Das letzte Tarsenglied ist groß und beilförmig verbreitert. Die Fühler sind lang, wobei das vierte Glied deutlich länger als das dritte ist. Das vollständig punktförmig strukturierte Halsschild ist quer und hat abgerundete Vorderecken. Die Hinterecken sind stumpfwinkelig. Die Deckflügel sind längsgestreift und sowohl auf den Streifen, als auch in den Zwischenräumen punktförmig strukturiert.

## Vorkommen und Lebensweise
Die Art ist in Europa verbreitet und tritt im Norden bis Dänemark und Zentralschweden auf. Sie ist auch in England und Irland lokal verbreitet. Sie besiedelt Waldränder vom Flachland bis in Gebirgstäler. Die Imagines findet man häufig auf blühenden Sträuchern am Waldrand.

## Belege